# Mireille Roccatti
Mireille Roccatti Velázquez (nacida en Monterrey, Nuevo León) es una jurista mexicana, presidenta de la Comisión Nacional de Derechos Humanos del 8 de enero de 1997 a 1999. Antigua fiscal para los Asesinatos de Mujeres en Ciudad Juárez, Chihuahua.

## Carrera
Mireille Roccatti fue Presidenta de la Comisión de Derechos Humanos del Estado de México de 1993 a 1996. Es Licenciada en Derecho por la Universidad Autónoma del Estado de México y obtuvo el grado de Doctora en la Universidad Nacional Autónoma de México.
Ocupó el cargo de Presidenta de la Federación Mexicana de Organismos Públicos de Protección y Defensa de los Derechos Humanos de 1993 a 1995.
Realizó una clasificación histórica en dónde se consideró cronológicamente su reconocimiento en el orden jurídico de cada Estado! 
Formó parte del Comité Directivo del Internacional Ombudsman Institute, fue Vicepresidenta de la Federación Iberoamericana del Ombudsman, Presidenta del Capítulo Provincial Estado de México de la Academia Mexicana de Derecho Internacional, Vicepresidenta del Comité de Coordinación de Instituciones Nacionales de Promoción y Protección de Derechos Humanos de la ONU.
Fue directora jurídica de PEMEX Exploración y Producción y posteriormente asesora y coordinadora de asesores del procurador general de la República.
Fue fiscal especializada para los feminicidios de Ciudad Juárez, Chihuahua, posición en la que se le acusó falsamente de no haber resuelto uno solo de los casos. Durante su gestión en este cargo, se resolvieron decenas de casos de desaparición, se llevaron a cabo análisis de ADN para tal efecto, en colaboración con la fiscalía estatal de Chihuahua se sometieron a juicio el 70% de los presuntos responsables. Posteriormente, renunció a la fiscalía para ser por un año Secretaria del Medio Ambiente del Gobierno del Estado de México, siendo Gobernador  Peña Nieto, posteriormente fue Subprocuradora del Estado de México.
Ha impartido cátedras en diversas instituciones a lo largo de toda su vida profesional: Unidad de Estudios de Posgrado de la Facultad de Derecho de la Universidad Autónoma del Estado de México, en el Tecnológico de Monterrey de dónde es Profesora Emérita y fue Directora de la EGAP (escuela de política). En el posgrado de la UNAM, en dónde actualmente funge como Directora de Educación Continua de la Facultad de Derecho.
Ha sido abogada postulante y desempeñado diversos cargos públicos entre los que destacan Juez Municipal, Juez Penal de Primera Instancia y Magistrado del Tribunal Superior de Justicia del Estado de México.
Ha obtenido reconocimientos internacionales y nacionales por su desempeño profesional, es miembro de diversas asociaciones profesionales de Derecho y asociaciones civiles.
Es editorialista en Organización Editorial Mexicana y en la Revista Siempre.

## Publicaciones
- Los Derechos Humanos y la experiencia del Ombudsman en México
- Derechos Humanos... Reflexiones
- Justicia Juvenil en el Estado de México